# Тајсон Геј
Тајсон Геј (енгл. Tyson Gay; Лексингтон, Кентаки, 9. август 1982) је амерички спринтер и бивши светски првак у дисциплинама 100 метара, 200 метара и у штафети 4x100 метара.

## Каријера
Тајсон је похађао Средњу школу Лафајет у Лексингтону (држава Кентаки) где се истакао као спринтер.
Као студент Универзитета Арканзаса, 2004. је победио у дисциплини спринт на 100 метара на Америчком националном првенству колеџа. У то време је постигао лични рекорд од 10,06 секунди.
Током 2005, Тајсон се више посветио дисциплини 200 метара, постигавши јуна исте године лични рекорд од 19,93 секунди. На Светском првенству у атлетици 2005. заузео је четврто место у трци на 200 метара.
Тајсон Геј је обарао личне рекорде у дисциплинама 100 и 200 метара и током 2006. У августу 2006, у Цириху, истрчао је 100 метара за 9,84 секунди, и заузео друго место иза Асафе Пауела.
На Америчком националном првенству у атлетици 2007, одржаном у Индијанаполису, у Индијани, Тајсон Геј је 22. јуна тријумфовао у дисциплини 100 метара у времену 9,84 секунди и ветром у груди. Два дана касније, 24. јуна, победио је и у дисциплини 200 метара, постигавши резултат 19,62 секунди, што га је учинило другим најбржим човеком у историји ове дисциплине.
На Светском првенству у атлетици 2007, у Осаки (Јапан), Тајсон Геј је 24. августа победио у финалној трци на 100 метара, резултатом 9,85 секунди. Четири дана касније, 30. августа, био је најбољи у финалу трке на 200 метара, резултатом 19,76 секунди. Тиме је постао трећи атлетичар у историји (уз Мориса Грина и Џастина Гатлина), који је на светском првенству у атлетици победио у тркама на 100 и 200 метара.
Првог септембра 2007, освојио је и трећу златну медаљу на Светском првенству, овај пут у штафети САД у дисциплини 4x100 метара. Само је Морис Грин пре њега био освајач 3 златне медаље у спринту.

## Лични рекорди
| Дисциплина | Време | Ветар    | Место              | Датум            |
| ---------- | ----- | -------- | ------------------ | ---------------- |
| 100 м      | 9,84  | +1.0 м/с | Цирих, Швајцарска  | 18. август 2006. |
| 100 м      | 9,84  | −0,5 м/с | Индијанаполис, САД | 22. јун 2007.    |
| 200 м      | 19,62 | −0,3 м/с | Индијанаполис, САД | 24. јун 2007.    |

## Светска првенства у атлетици
- Светско првенство у атлетици 2005. у Хелсинкију ( Финска)
  - 4. место у финалу трке на 200 м
- Светско првенство у атлетици 2007. у Осаки ( Јапан)
  -  Златна медаља у трци на 100 м (9,85).
  -  Златна медаља у трци на 200 м (19,76).
  -  Златна медаља у трци штафета 4x100 метара (37,78).